# Акадія № 34
Акадія № 34 (англ. Acadia No. 34) — муніципальний район в Канаді, у провінції Альберта.

## Населення
За даними перепису 2016 року, муніципальний район нараховував 493 жителів, показавши скорочення на 0,4%, порівняно з 2011-м роком. Середня густина населення становила 0,5 осіб/км².
З офіційних мов обидвома одночасно володіли 5 жителів, тільки англійською — 485, а 5 — жодною з них. Усього 165 осіб вважали рідною мовою не одну з офіційних.
Працездатне населення становило 73,7% усього населення, рівень безробіття — 12,5% (17,1% серед чоловіків та 0% серед жінок). 67,9% були найманими працівниками, 30,4% — самозайнятими.
Середній дохід на особу становив $42 766 (медіана $35 328), при цьому для чоловіків — $48 897, а для жінок $34 911 (медіани — $41 344 та $31 552 відповідно).
36,8% мешканців мали закінчену шкільну освіту, не мали закінченої шкільної освіти — 23,7%, 40,8% мали післяшкільну освіту, з яких 12,9% мали диплом бакалавра, або вищий.
| Статево-вікова структура населення | Статево-вікова структура населення | Статево-вікова структура населення | Статево-вікова структура населення | Статево-вікова структура населення |
| ---------------------------------- | ---------------------------------- | ---------------------------------- | ---------------------------------- | ---------------------------------- |
|                                    |                                    |                                    |                                    |                                    |
| Всього                             | Всього                             | 52,5%47,5%                         |                                    |                                    |
| 0 — 14 років                       | 0 — 14 років                       |                                    | 19,4%                              | 19,4%                              |
| 15 — 64 років                      | 15 — 64 років                      |                                    | 64,3%                              | 64,3%                              |
| 65 і більше                        | 65 і більше                        |                                    | 16,3%                              | 16,3%                              |
| 85 і більше                        | 85 і більше                        |                                    | 1%                                 | 1%                                 |
| Середній вік (років)               | Середній вік (років)               | 37,941,1                           | 39,4                               | 39,4                               |
| Медіана (років)                    | Медіана (років)                    | 35,944,5                           | 40,8                               | 40,8                               |
| — чоловіки — жінки                 |                                    |                                    |                                    |                                    |

| Походження мешканців:     | Походження мешканців:     | Походження мешканців: | Походження мешканців: | Походження мешканців: |
| ------------------------- | ------------------------- | --------------------- | --------------------- | --------------------- |
| Походження                |                           |                       | осіб                  | %                     |
| Корінні американці        | Корінні американці        |                       | 30                    | 7.14%                 |
| Інше північноамериканське | Інше північноамериканське |                       | 60                    | 14.29%                |
| Європейське               | Європейське               |                       | 390                   | 92.86%                |
| британське                | британське                |                       | 140                   | 33.33%                |
| французьке                | французьке                |                       | 10                    | 2.38%                 |
| українське                | українське                |                       | 40                    | 9.52%                 |
| Латинськоамериканське     | Латинськоамериканське     |                       | 10                    | 2.38%                 |

| Зайнятість населення за галузями (за класифікацією NOC): | Зайнятість населення за галузями (за класифікацією NOC): | Зайнятість населення за галузями (за класифікацією NOC): | Зайнятість населення за галузями (за класифікацією NOC): | Зайнятість населення за галузями (за класифікацією NOC): |
| -------------------------------------------------------- | -------------------------------------------------------- | -------------------------------------------------------- | -------------------------------------------------------- | -------------------------------------------------------- |
|                                                          |                                                          |                                                          |                                                          |                                                          |
| Управління                                               | Управління                                               |                                                          | 36,4%                                                    | 36,4%                                                    |
| Бізнес, фінанси та адміністрування                       | Бізнес, фінанси та адміністрування                       |                                                          | 7,3%                                                     | 7,3%                                                     |
| Природничі та прикладні науки                            | Природничі та прикладні науки                            |                                                          | 3,6%                                                     | 3,6%                                                     |
| Освіта, правозахист, муніципальні та урядові служби      | Освіта, правозахист, муніципальні та урядові служби      |                                                          | 5,5%                                                     | 5,5%                                                     |
| Мистецтво, культура, відпочинок та спорт                 | Мистецтво, культура, відпочинок та спорт                 |                                                          | 3,6%                                                     | 3,6%                                                     |
| Роздрібна торгівля та послуги                            | Роздрібна торгівля та послуги                            |                                                          | 14,5%                                                    | 14,5%                                                    |
| Гуртова торгівля, транспорт та обладнання                | Гуртова торгівля, транспорт та обладнання                |                                                          | 25,5%                                                    | 25,5%                                                    |
| Природні ресурси, сільське господарство                  | Природні ресурси, сільське господарство                  |                                                          | 5,5%                                                     | 5,5%                                                     |

## Населені пункти
До складу муніципального району входять лише хутори, інші малі населені пункти та розосереджені поселення.

## Клімат
Середня річна температура становить 3,4°C, середня максимальна – 23,8°C, а середня мінімальна – -22,4°C. Середня річна кількість опадів – 298 мм.
| Клімат поселення                              | Клімат поселення | Клімат поселення | Клімат поселення | Клімат поселення | Клімат поселення | Клімат поселення | Клімат поселення | Клімат поселення | Клімат поселення | Клімат поселення | Клімат поселення | Клімат поселення | Клімат поселення |
| Показник                                      | Січ.             | Лют.             | Бер.             | Квіт.            | Трав.            | Черв.            | Лип.             | Серп.            | Вер.             | Жовт.            | Лист.            | Груд.            |                  |
| Середній максимум, °C                         | −7,49            | −3,29            | 3,44             | 12,13            | 18,92            | 23,43            | 23,77            | 23,59            | 17,82            | 11,18            | 1,60             | −5,7             |                  |
| Середня температура, °C                       | −14,96           | −10,74           | −4,04            | 4,68             | 11,48            | 15,96            | 18,10            | 17,90            | 12,12            | 5,50             | −4,1             | −11,38           |                  |
| Середній мінімум, °C                          | −22,4            | −18,21           | −11,49           | −2,8             | 4,00             | 8,49             | 12,40            | 12,22            | 6,45             | −0,18            | −9,77            | −17,06           |                  |
| Норма опадів, мм                              | 10               | 7                | 11               | 19               | 37               | 67               | 48               | 34               | 27               | 13               | 12               | 13               |                  |
| Середньомісячна швидкість вітру, м/с          | 4.50             | 4.30             | 4.70             | 4.81             | 4.70             | 4.30             | 3.90             | 3.80             | 4.10             | 4.50             | 4.50             | 4.40             |                  |
| Середньомісячна сонячна радіація, кДж/м²·день | 4321             | 7912             | 12899            | 17818            | 20937            | 22444            | 23356            | 19773            | 13717            | 8506             | 4613             | 3283             |                  |
| --------------------------------------------- | ---------------- | ---------------- | ---------------- | ---------------- | ---------------- | ---------------- | ---------------- | ---------------- | ---------------- | ---------------- | ---------------- | ---------------- | ---------------- |
| Джерело:                                      |                  |                  |                  |                  |                  |                  |                  |                  |                  |                  |                  |                  |                  |